# Wohnhaus Werftstraße 37
Das Wohnhaus Werftstraße 37 im niedersächsischen Nordenham-Einswarden im Landkreis Wesermarsch stammt aus dem eher späten 19. oder frühen 20. Jahrhundert. Aktuell (2024) wird es als Wohnhaus genutzt.
Das Gebäude steht unter Denkmalschutz (siehe auch Liste der Baudenkmale in Nordenham).

## Geschichte
Die ländliche Bauerschaft Einswarden wurde am Beginn des 20. Jahrhunderts durch die Ansiedlung der 1905 gegründeten Schiffswerft Frerichs AG nun auch industriell geprägt. Das Nebeneinander von älteren kleineren Häusern, Arbeiterwohnsiedlungen und den Industriebauten bestimmte nun das Bild des Ortsteils.

## Beschreibung
Das eingeschossige giebelständige verputzte Gebäude auf Sockel mit Krüppelwalmdach und einem Anbau sowie durch Klinkersteine gerahmten segmentbogigen Öffnungen und Ecken wurde im Stil der Gründerzeit gebaut. Es ist einer der wenigen noch erhaltenen kleineren Bauten vor dieser Zeit des Wandels.
Das Landesdenkmalamt befand zur Bedeutung: „… geschichtlich, wissenschaftlich, … .“